# Axel-Paulsenův skok

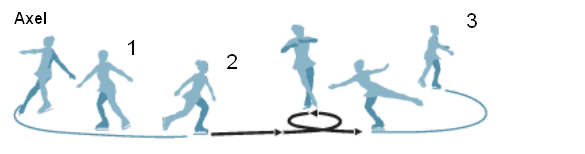
Axel-Paulsenův skok

Axel, celým názvem Axel Paulsen, je krasobruslařský skok, který má jednu a půl otočky. Skok lze popsat jako spojení skoků rittberger a kadet. Nazván je podle Nora Axela Paulsena, který jej předvedl v roce 1882.
Axel se skáče z vnější hrany brusle. Odraz nastává po přechodu z vnější hrany pravé nohy na vnější hranu odrazové nohy, a to pokračováním v mírném oblouku. Po odrazu nastává pozice „panáka“, po které se bruslař přenese a pokračuje následnou zadní rotací. Dopad by měl být lehký, dynamický a především ladně na zoubek dopadové nohy. Jako první krasobruslař v historii skočil čtverného axela 17letý Američan Ilia Malinin na soutěži Challenger v Lake Placid v roce 2022.